# فيكتوريا ألونسوبيريز
فيكتوريا ألونسوبيريز هي مهندسة للإلكترونيات والاتصالات ورائدة أعمال في أوروغواي. اخترعت شريحة أكثر أمانًا، وهي منصة برمجيات لتتبع الماشية، وتكتشف عن بعد الشذوذات المستقلة في سلوكها.

## الحياة السابقة
وُلدت ماريا فيكتوريا ألونسوبيريز في أوروغواي.  درست الهندسة الكهربائية والفضاء في جامعة الجمهورية في مونتيفيديو.   بالنسبة لأطروحتها الجامعية، عملت على تصميمات الأنظمة لأول قمر صناعي من الأوروغواي. في عام 2009، مُنحت الونسوبيريز منحة للشباب من الاتحاد الدولي للملاحة الفضائية والتي سمحت لها بالمشاركة في العديد من المؤتمرات الفضائية، وأصبحت تشارك في المجلس الاستشاري لجيل الفضاء. في عام 2011، حضرت برنامجًا للدراسات الفضائية في جامعة الفضاء الدولية وشاركت في مسابقة جماعية، فازت في مسابقة برشلونة صفر الجاذبية الجوية مع زميلين لها.  تابعت دراستها الجامعية في هندسة الطيران، وهي أول شخص من أوروجواي يدرس في هذا المجال. 

## المهنة
كطفلة تبلغ من العمر اثني عشر عامًا، ابتكرت ألونسوبيريز نظام مراقبة لتتبع سلوك الماشية، والذي يمكن استخدامه لمنع تكرار الكارثة الناجمة عن تفشي مرض الحمى القلاعية في عام 2001. بعد أحد عشر عامًا، أثناء عملها كمساعدة تعليمية بجامعة الفضاء الدولية، سمعت عن مسابقة المبدعين الشبان في الاتحاد الدولي للاتصالات. طورت الونسوبيريز فكرتها في منتج يدعى شيباسفر، أرسلته إلى المنافسة، وفاز.  في عام 2013، فازت الونسوبيريز بجائزة جائزة أفضل مخترع شاب من المنظمة العالمية للملكية الفكرية.  في عام 2014، أطلق بنك التنمية للبلدان الأمريكية على شيباسفر أنه الأكثر ابتكارًا في أمريكا اللاتينية ومنطقة البحر الكاريبي، واختارهاستعراض تكنولوجيا معهد ماساتشوستس للتكنولوجيا كمبتكرة العام للأرجنتين والأوروغواي. 
كانت إحدى مزايا الفوز في المسابقة دورة في ريادة الأعمال، حيث تعلمت فيكتوريا الونسوبيريز كيفية إنشاء شركة تطوير وإنشاء نموذج أولي. أسست IEETech وبأموال أولية من الوكالة الوطنية للأبحاث والابتكار في الأوروغواي، طورت ألونسوبيريز النموذج الأولي واختبره وانتقل إلى تسويق شيباسفر .  وبمجرد إنشاء النموذج الأولي، بدأت الونسوبيريز في البحث عن المستثمرين لشراء الجهاز للاختبار على نطاق واسع.  الجهاز هو نوع من الأطواق التي تعمل بالطاقة الشمسية والتي ترسل البيانات إلى خوادم IEETech التي تقوم بعد ذلك بتحليل البيانات للكشف عن الحالات الشاذة. يمكن للخوادم تعديل المعلومات التي يتم تلقيها أو تحديثها عن بعد، ويمكن لمالكي الماشية تعديل البيانات والإخراج المرغوب لتقارير مخصصة. في عام 2015، اشتركت شركة الونسوبيريز مع المزارعين المحليين وجامعة الجمهورية لإجراء مزيد من الاختبارات وكوسيلة لبناء العلاقات ، وفي وقت لاحق من ذلك العام تم ترشيحها كواحدة من أكثر النساء إلهامًا في السنة من خلال سلسلة بي بي سي 100 للنساء. 
في عام 2016، عملت ألونسوبيريز على جذب الرأسماليين المستثمرين من وادي السليكون،  بعد أن تبين أن التشاور المبدئي للمنتج في الصين صعب. 

## الجوائز
- في عام 2011، وصلت إلى الدور النهائي في مسابقة RASC-AL التي نظمتها ناسا والمعهد الوطني للملاحة الجوية.
- في عام 2011، فازت ببرشلونة بجائزة زيرو جي للاستعراضات الجوية التحدي.
- في عام 2012، فازت المنافسة في مسابقة من أجل الشباب المبتكرة في الاتحاد الدولي للاتصالات.
- في عام 2013، حصلت على جائزة أفضل مخترع شاب من المنظمة العالمية للملكية الفكرية.
- في عام 2014، اختارها بنك التنمية للبلدان الأمريكية شركة شيباسفر باعتبارها أكثر الشركات الناشئة ابتكارا في أمريكا اللاتينية ومنطقة البحر الكاريبي ولها أكبر تأثير ممكن.
- في عام 2014، تم اختيارها كمبتكرة للسنة من قبل MIT تكنولوجيا مراجعة الأرجنتين وأوروغواي.
- في عام 2015، تم اختيارها للمشاركة في الشراكة الإرشادية العالمية للنساء من فورتشن / وزارة الخارجية
- في عام 2015 ، احتلت شيباسفر المركز الثاني في مسابقة مشروع شيفاز ريجال العالمية.
- في عام 2015، تم اختيارها من قبل هيئة الإذاعة البريطانية بي بي سي في قائمة تضم 30 من سيدات الأعمال تحت 30، 30 من سيدات الأعمال دون الثلاثين، وفي قائمتها من 100 امرأة، 100 امرأة بارزة.
- في عام 2016، تم اختيارها من 100 سيدة، واحدة من أفضل 100 امرأة في شبكة القيادة العالمية أصوات حيوية.
- في عام 2016، حصلت على جائزة زعيمة الفضاء الشابة من الاتحاد الدولي للملاحة الفضائية.